# Minski Awtomobilny Sawod
Das Minski Awtomobilny Sawod (kurz MAZ; russisch Минский автомобильный завод; belarussisch Мінскі аўтамабільны завод Minski autamabilny sawod, deutsch ‚Minsker Automobilwerk‘) ist ein belarussischer Fahrzeughersteller aus Minsk. Neben Lkw werden auch Busse hergestellt.

## Geschichte

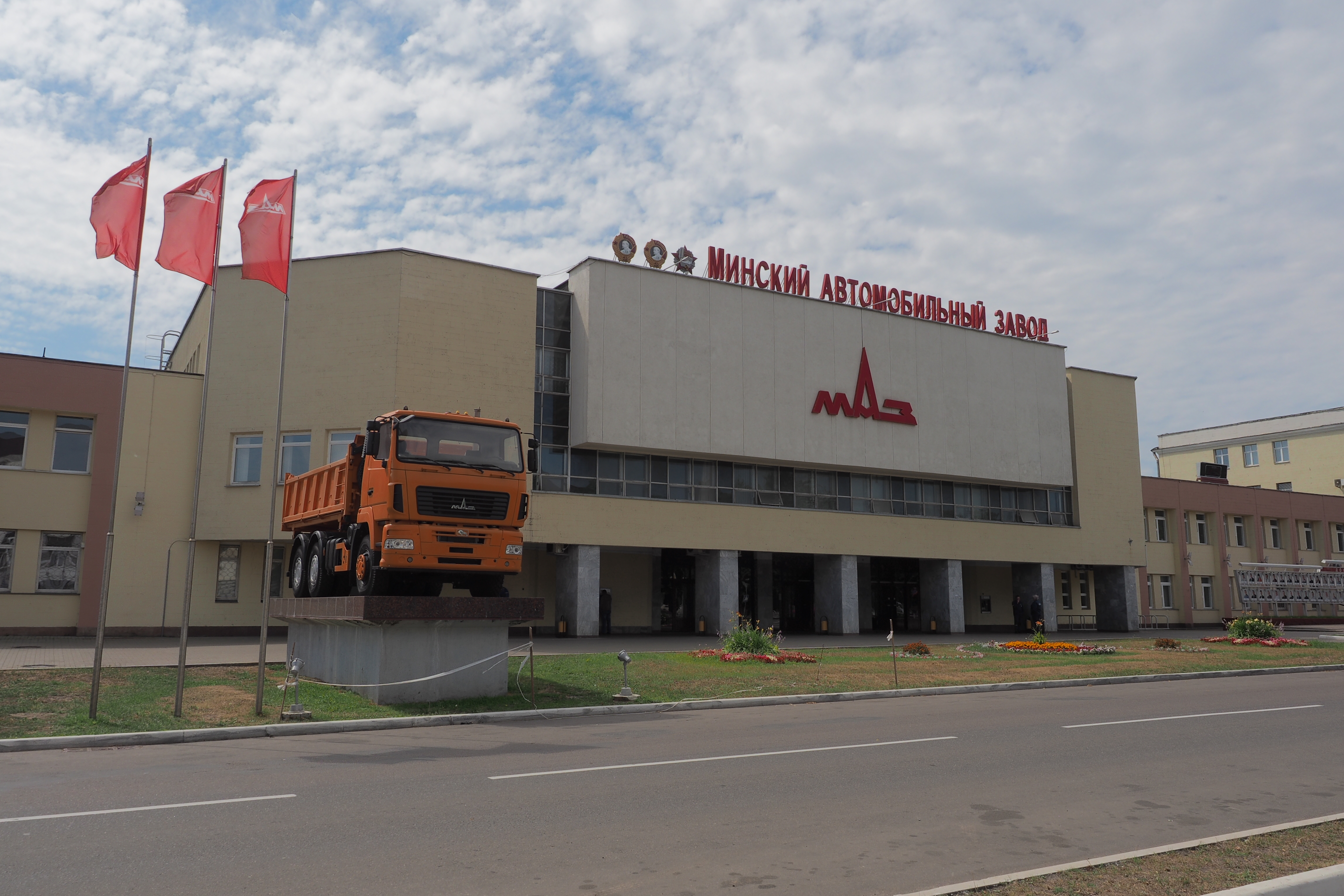
Unternehmenszentrale in Minsk im Juli 2015

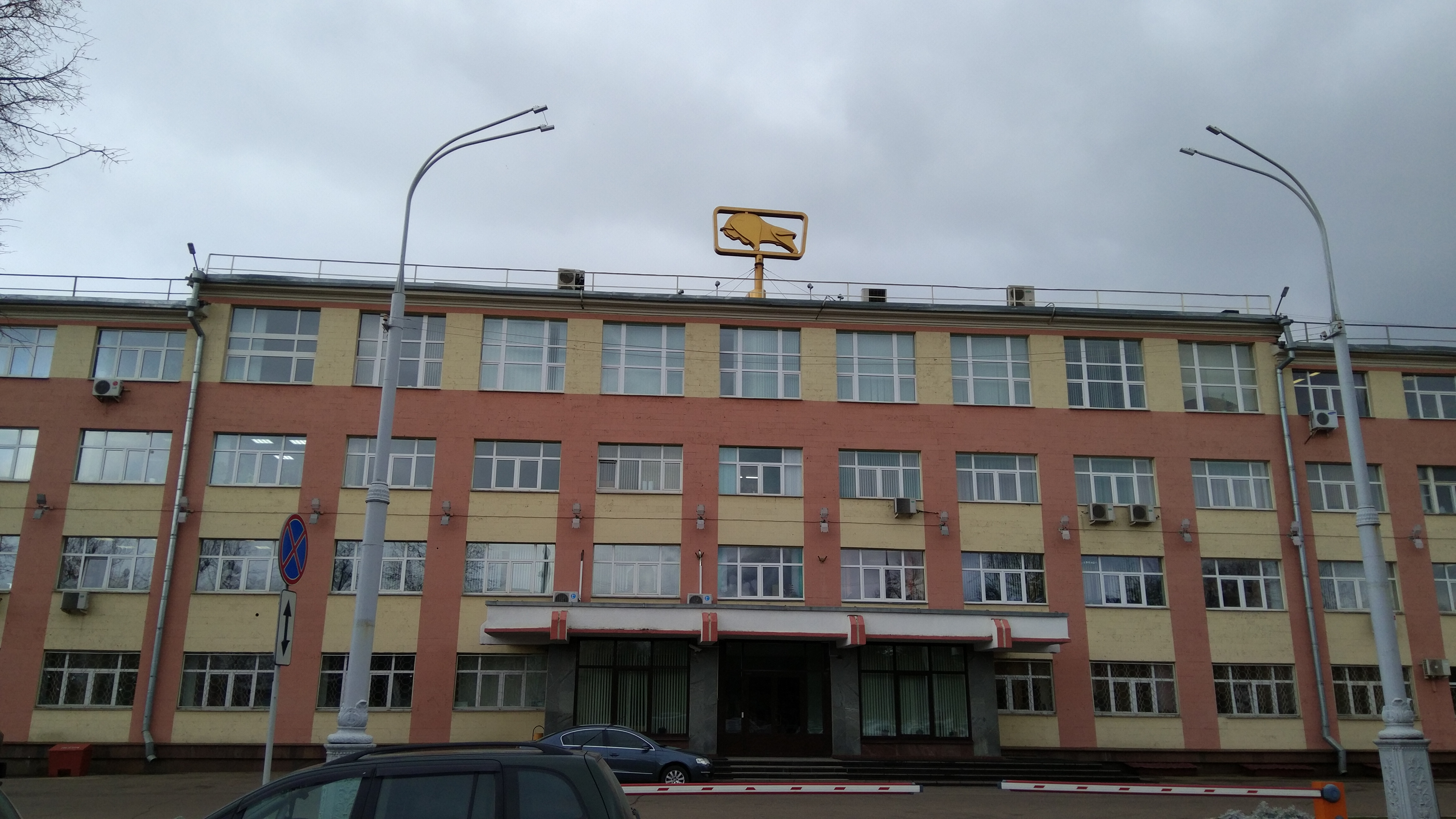
MAZ-Zentrale in Minsk im November 2017

Logo des MAZ-MAN Joint Ventures

MAZ ist einer der ältesten und größten Betriebe in Belarus. Den Grundstein des Werkes legte die deutsche Besatzungsmacht in den Jahren des Zweiten Weltkrieges: Es sollten dort von der Firma Mercedes-Benz Lkw für die Wehrmacht gebaut werden. Bevor dieser Plan jedoch in Erfüllung ging, eroberte die Rote Armee 1944 das Werk zurück, das immerhin schon so weit gediehen war, dass dort ab November 1944 von den Westalliierten an die Russen gelieferte Lkw fertigmontiert werden konnten.
Dann beschloss das Staatliche Verteidigungskomitee der UdSSR die Gründung eines Nutzfahrzeugherstellers in Minsk. Geplant war die Herstellung von Haubenfahrzeugen mit Zwei- und Dreiachs-Lkw sowie von Zweiachssattelschleppern. Im Oktober 1947 wurden schließlich die ersten fünf Kipper vom Typ MAZ-205 mit fünf Tonnen Nutzlast hergestellt, die bis Mitte der 1960er-Jahre produziert wurden. 1951 wurde mit der Produktion des Pritschenwagens MAZ-200 und von schweren Muldenkippern (Typen MAZ-525 und später auch MAZ-530) begonnen. Diese wurde allerdings bis 1960 vollständig an das Belorusski Awtomobilny Sawod (BelAZ) abgegeben. Bis 1955 brachte das Werk mit dem MAZ-501 seine erste Eigenentwicklung zur Serienreife. Gegen Ende der 1950er-Jahre wurde mit dem MAZ-500 ein neuer Frontlenker entwickelt, welcher in verschiedenen Modellvarianten 1965 endgültig die Nachfolge des MAZ-200 antrat. Das neue Modell mit der Antriebsformel 4×2 hatte eine moderne Stahlblechkabine und eine Zuladung von maximal acht Tonnen. Zudem wurde ab 1969 ein Dreiachser (MAZ-516) mit bis zu 16 Tonnen Zuladung produziert. 1970 wurde die Serie 500 überarbeitet, die neuen Versionen durch ein A hinter den Modellnummern kenntlich gemacht. Ab Ende der 1970er Jahre erschien eine neue schwere Lkw-Modellreihe, die westeuropäische Fabrikate zum Vorbild hatte. Zu nennen sind hierbei die Fernverkehr-Sattelzugmaschinen MAZ-5432 als zweiachsiger Frontlenker und das Modell MAZ-6422 als dreiachsiger Frontlenker. Motorisiert sind diese Lkw mit V8-Turbodieselmotoren aus dem Jaroslawski Motorny Sawod. Beide Modelle wurden unter der Bezeichnung MAZ-54321 und MAZ-64221 weiterentwickelt und erhielten stärkere Motoren. Sie werden unter leichten Modifikationen bis heute produziert.
Nach dem Zerfall der Sowjetunion intensivierte MAZ die Beziehungen zu MAN. Seit 1997 gibt es ein Joint Venture mit MAN. Es werden hier Lkw mit Komponenten von MAN unter der Bezeichnung MAZ-MAN (belarussisch МАЗ-MAN) angeboten. Zudem werden MAZ-Lastwagen in Vietnam und seit Juli 2004 auch im Iran produziert. Im Oktober 2013 wurde mit der Regierung von Ecuador ein Vertrag unterzeichnet, welcher die Montage von Nutzfahrzeugen von MAZ in dem südamerikanischen Land vorsieht. Vor allem geht es um die Herstellung von Bussen auf Basis der Lastkraftwagenmodelle MAZ-4371 und MAZ-5340 für den ecuadorianischen Markt.
Mehrachsige schwere Lkw werden im Minski Sawod Koljosnych Tjagatschei (MZKT) hergestellt, das 1991 als Tochterunternehmen ausgegründet wurde. Vertrieben werden die Produkte unter dem Markennamen Volat.
Am 21. Juni 2021 wurde MAZ (ebenso wie sein Generaldirektor Iwankowitsch) in die Sanktionsliste der Europäischen Union aufgenommen. Am selben Tag wurden MAZ und Iwankowitsch auch von Kanada sanktioniert. Später sanktionierte auch die Schweiz das Unternehmen und seinen Generaldirektor.
Im März 2023 nahm das US-Finanzministerium MAZ und seinen Generaldirektor Iwankowitsch in die Liste der Specially Designated Nationals and Blocked Persons (SDN) auf. Im Mai 2023 verhängte die Ukraine Sanktionen gegen das Werk.

## Modelle
MAZ und die seit 2009 angeschlossenen Zweigwerke, welche gemeinsam die BelawtoMAZ bilden, bieten heute eine weit gefächerte Produktpalette an, die aktuell (Januar 2014) über 500 Lastwagenmodelle und Modifikationen sowie fast 20 Busse umfasst. Außerdem werden auch Traktoren, Muldenkipper und andere Fahrzeuge gefertigt. Die folgende Auflistung historischer und aktueller Typen, hauptsächlich aus dem ursprünglichen MAZ-Werk, soll lediglich einen Überblick gewähren.

### Lastwagen

#### Zivil
In diesem Abschnitt sind Lastwagen aufgeführt, die vorrangig für zivile Einsätze konzipiert und oft in großen Stückzahlen gebaut wurden. Einige davon fanden gleichwohl auch im Militär Verwendung.

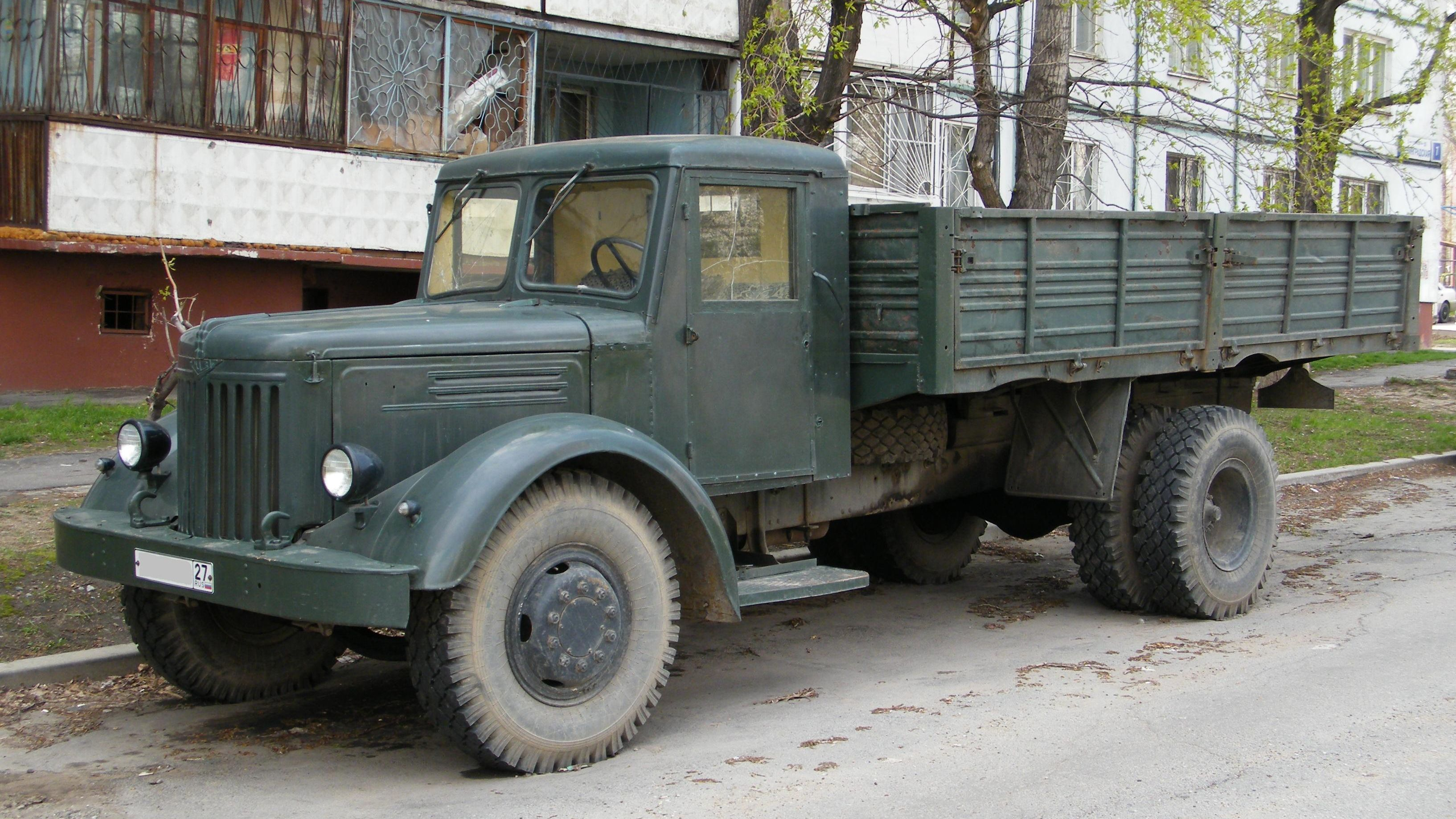
Ein MAZ-200 in Russland, 2012

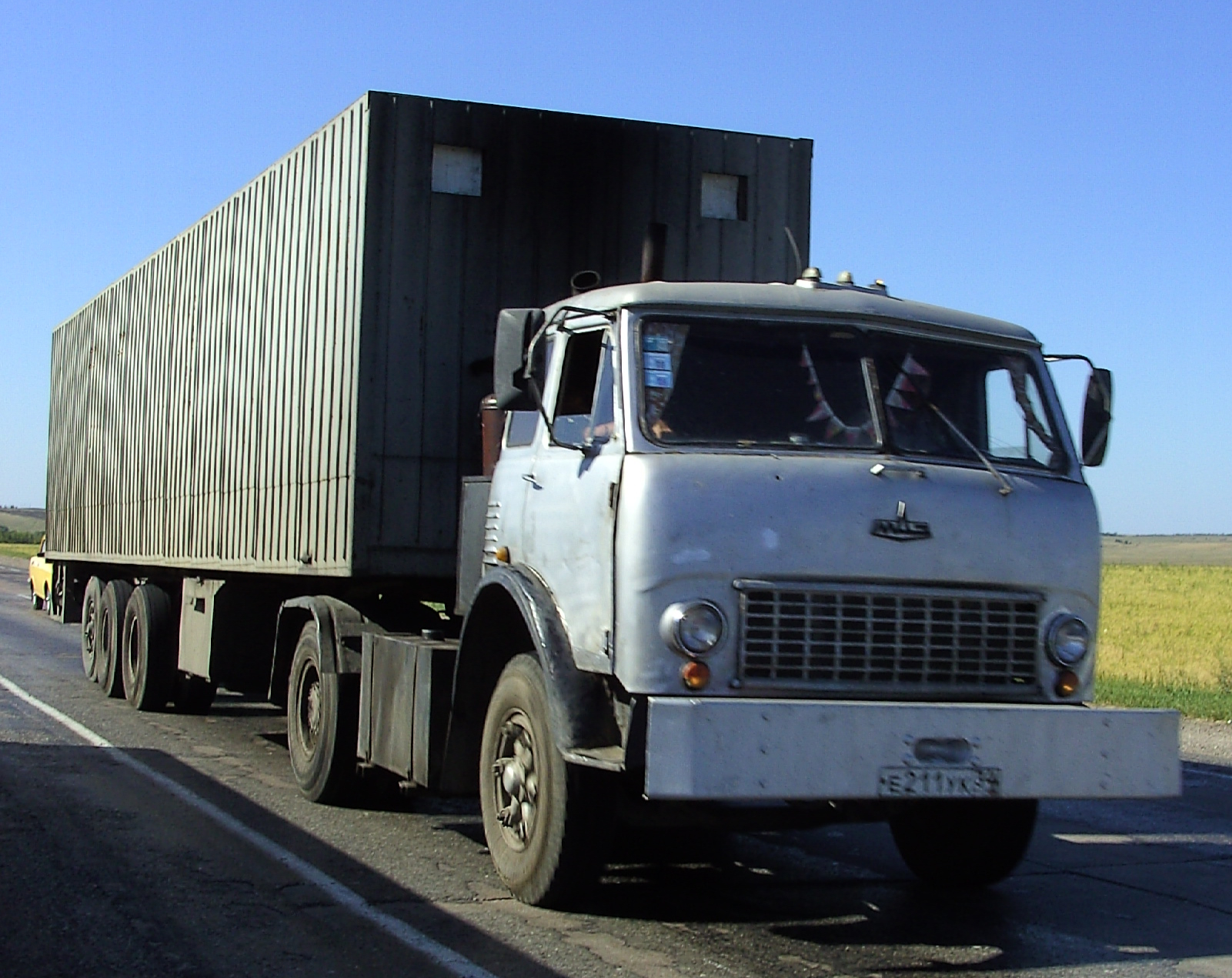
MAZ-504, 2006

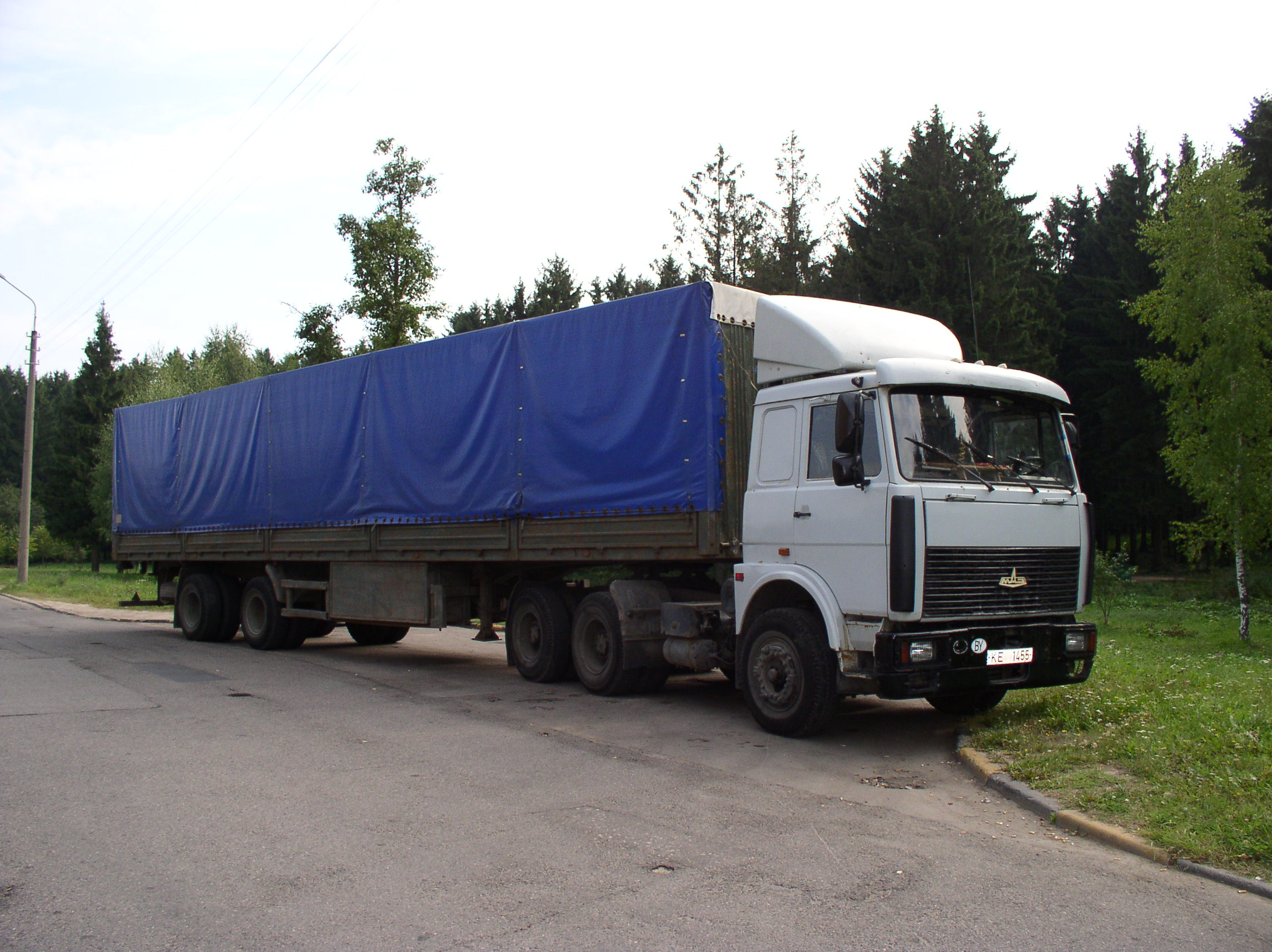
MAZ-6422

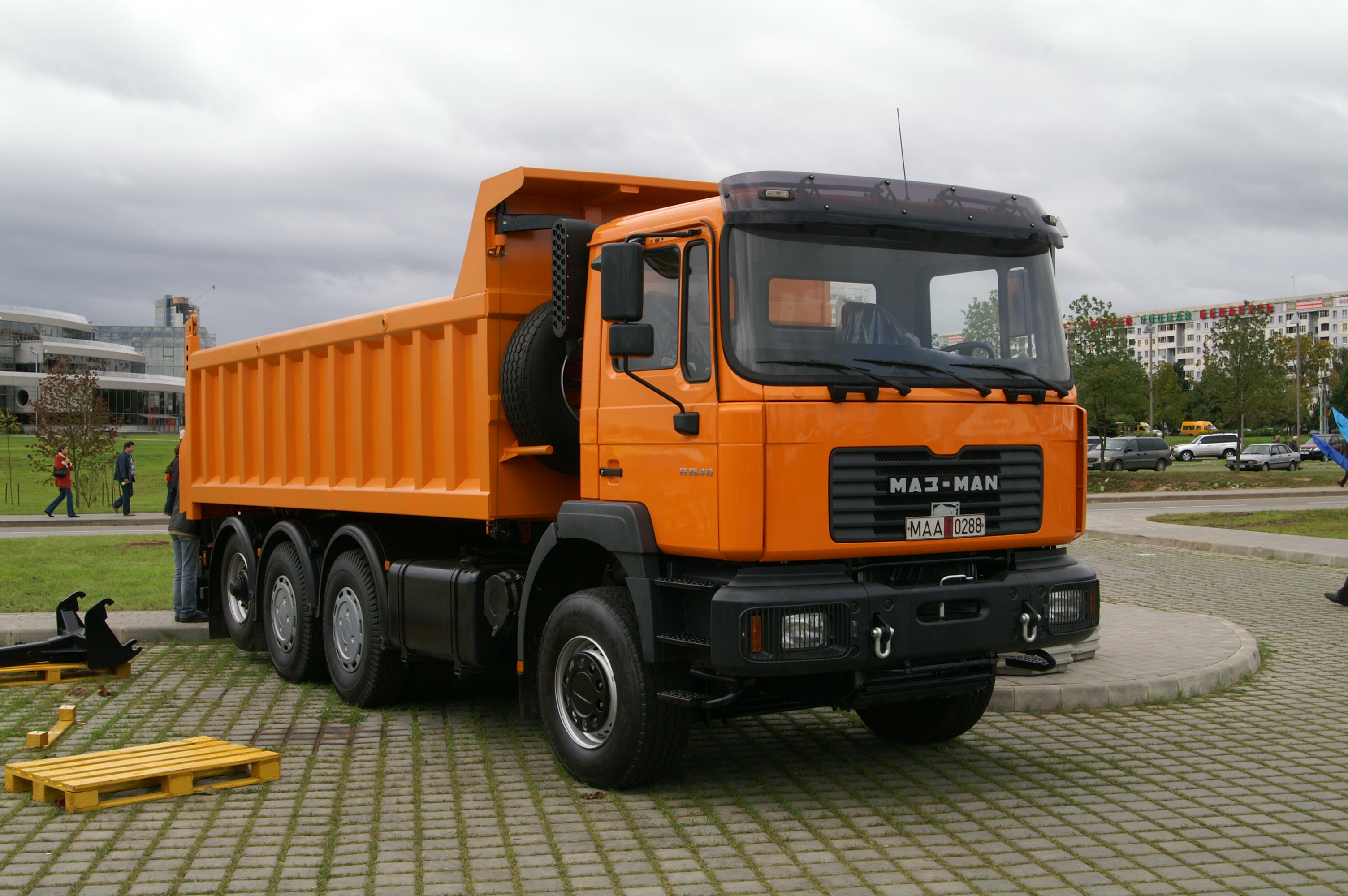
Kipper MAZ-MAN 750268

| historische Lastkraftwagen:* - MAZ-200 mit den Varianten - MAZ-200W - MAZ-205 - MAZ-501 - MAZ-501W - MAZ-502 - MAZ-502W - MAZ-500 mit den Modifikationen - MAZ-503 - MAZ-504 - MAZ-505 - MAZ-509 - MAZ-511 - MAZ-514 - MAZ-515 - MAZ-516 - MAZ-520 - MAZ-5335 mit den Versionen - MAZ-5334 - MAZ-5428 - MAZ-5429 - MAZ-5430 - MAZ-5549 - MAZ-5432 - MAZ-2000 (nur Prototyp) * Nicht verlinkte Versionen werden im Artikel zum Grundmodell (fett) genauer erklärt. - MAZ-525 - MAZ-528 - MAZ-529 - MAZ-530 - MAZ-532 - MAZ-541 | aktuelle Lastkraftwagen: - MAZ-4370 - MAZ-4371 - MAZ-4380 - MAZ-4471 - MAZ-4570 - MAZ-4571 - MAZ-5309 - MAZ-5316 - MAZ-5336 - MAZ-5337 - MAZ-5340 - MAZ-5433 - MAZ-5434 - MAZ-5440 - MAZ-5442 - MAZ-5516 - MAZ-5550 - MAZ-5551 - MAZ-6303 - MAZ-6310 - MAZ-6312 - MAZ-6317 - MAZ-6417 - MAZ-6418 - MAZ-6422 - MAZ-6425 - MAZ-64255 - MAZ-6430 - MAZ-6440 (nur Prototypen) - MAZ-6501 - MAZ-6516 - MAZ-6517 |

#### Militärisch
MAZ und später MZKT bauten viele, häufig schwere Militärfahrzeuge. Dazu zählen insbesondere Speziallastwagen wie mobile Raketenabschussbasen, aber auch zum Beispiel schwere Zugmaschinen.

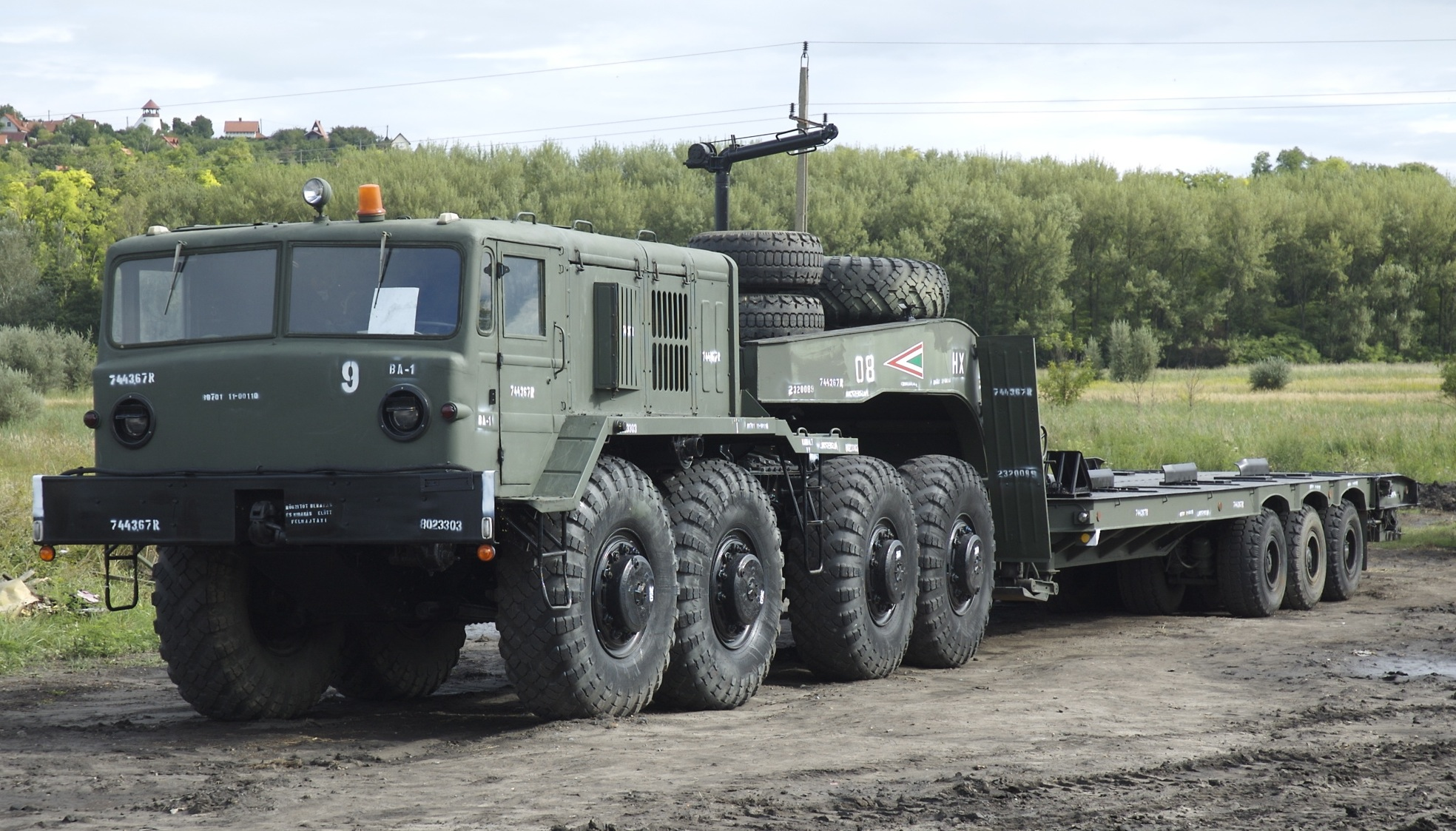
Ein MAZ-537 mit Auflieger für den Panzertransport, 2010

| - MAZ-535 - MAZ-537 - MAZ-538 (Erdbaugerät) - MAZ-543 mit den Weiterentwicklungen - MAZ-7310 - MAZ-7410 - MAZ-7910 | - MAZ-547 mit den Weiterentwicklungen - MAZ-7916 - MAZ-7912 - MAZ-7917 - MAZ-7904 (größtes je gebautes militärisches Radfahrzeug) - MAZ-7906 - MAZ-7907 - MAZ-7922 (abgegeben an MZKT) |

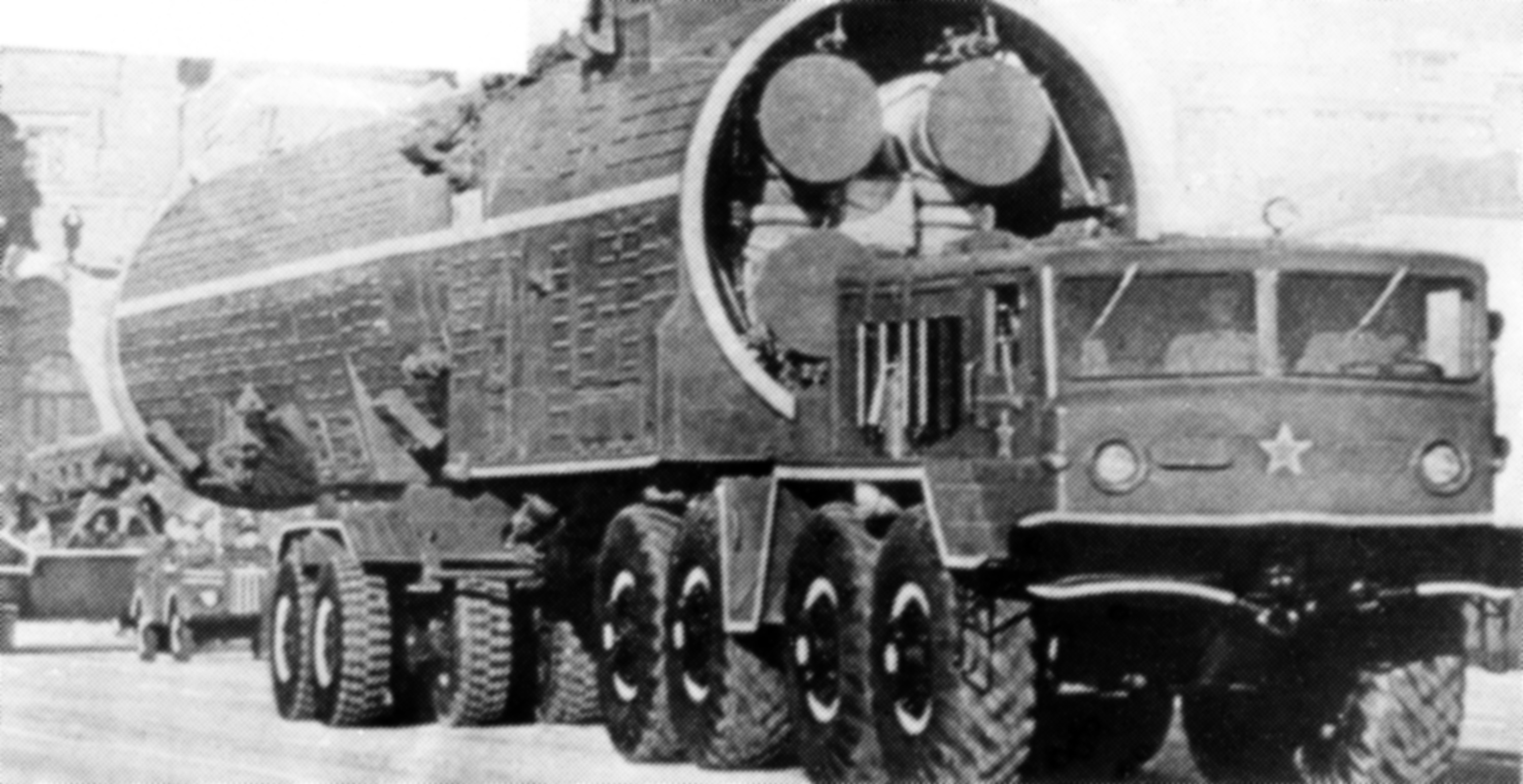
MAZ-537
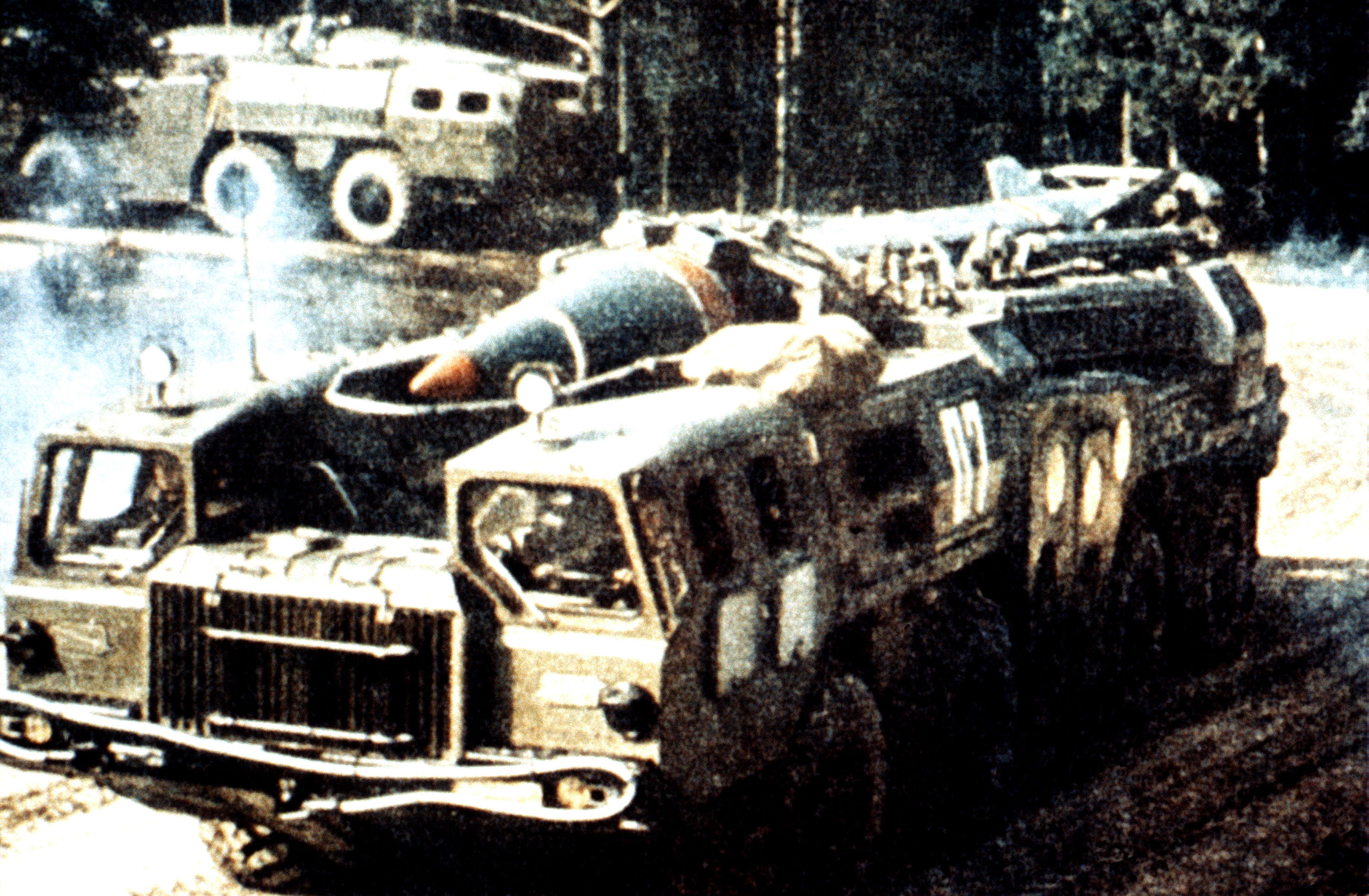
MAZ-543, Mobile Raketenstartrampe für Scud-Raketen
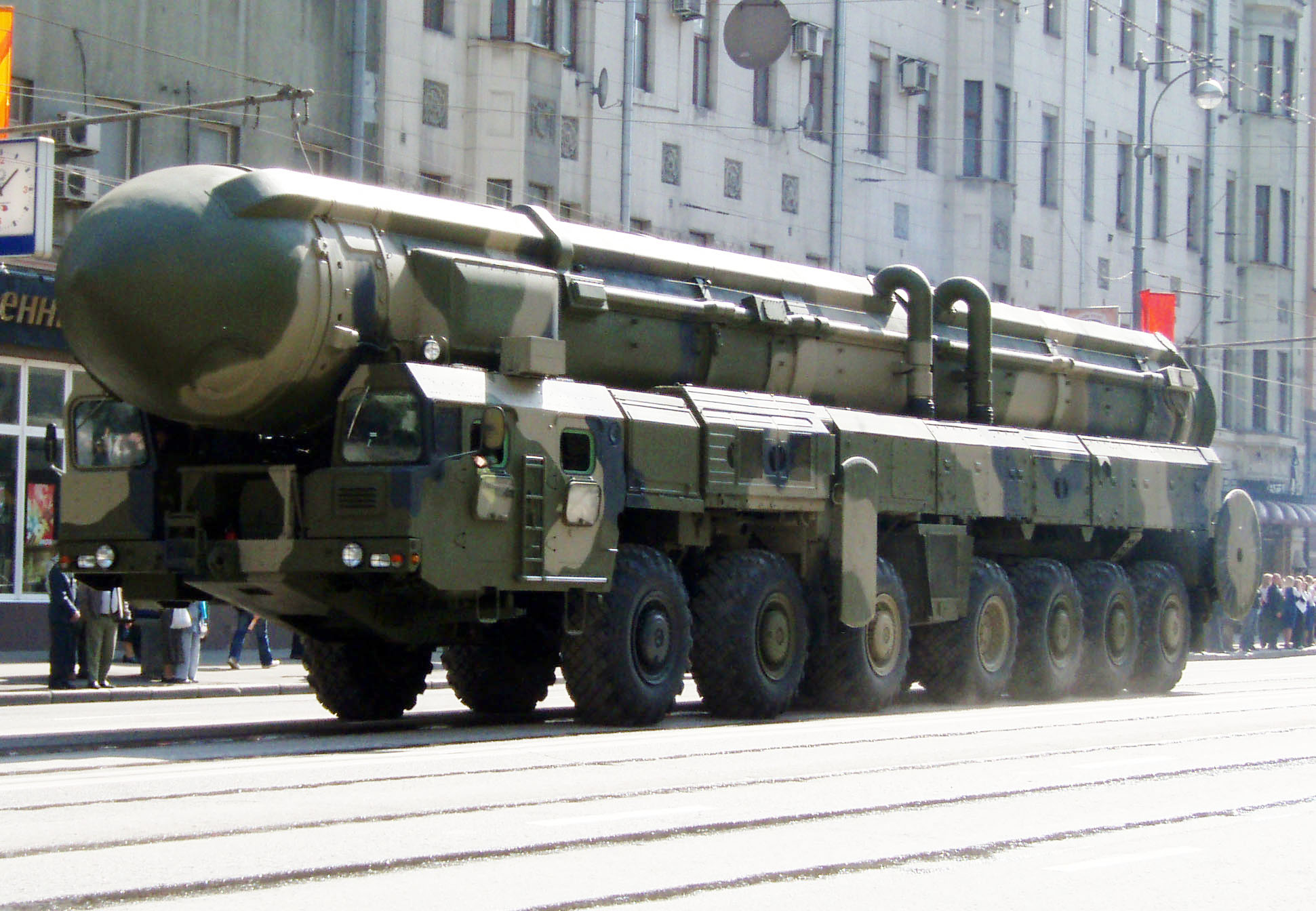
MAZ-7917
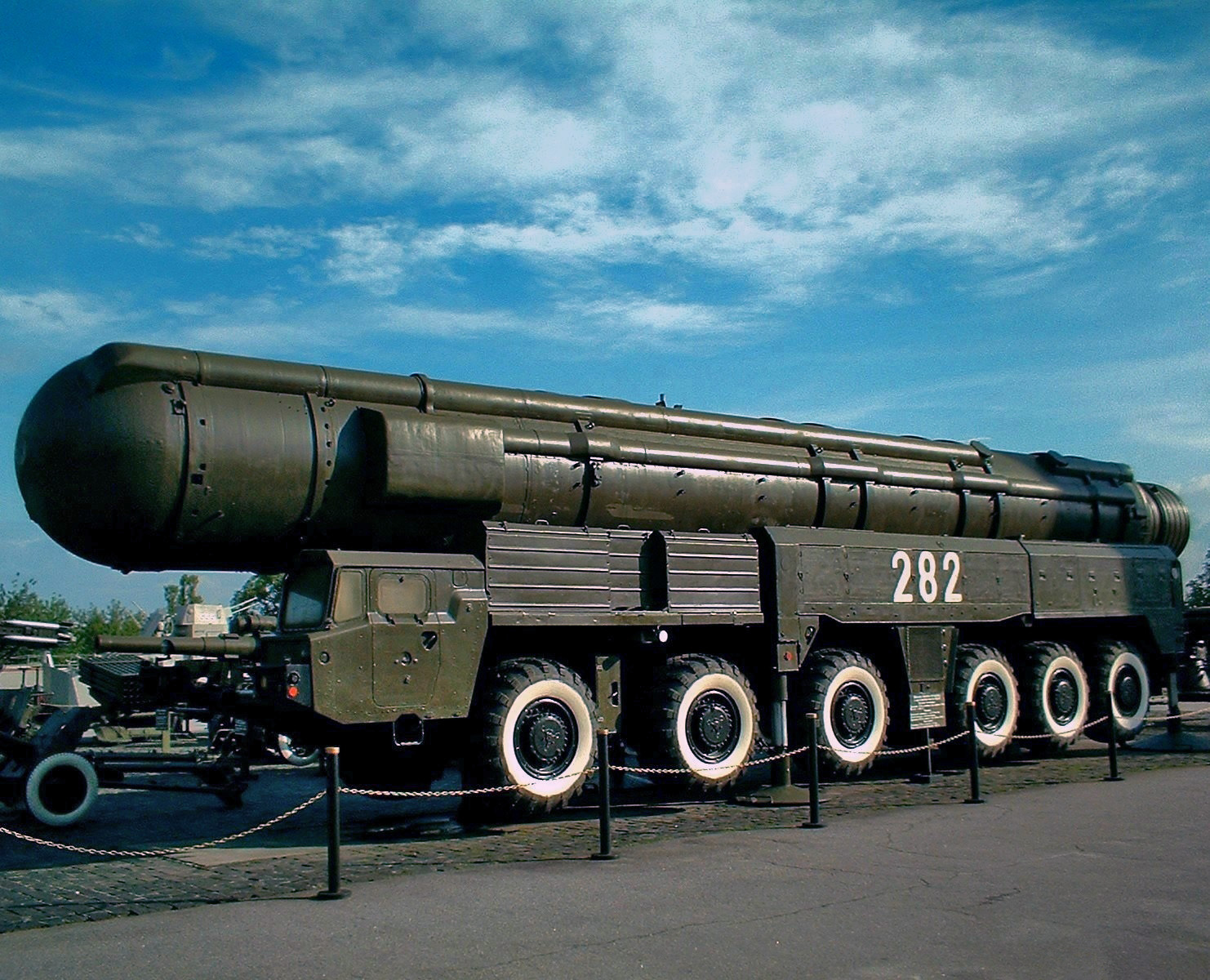
MAZ-547W

### Autobusse
MAZ begann erst nach dem Zerfall der Sowjetunion mit dem Bau von Bussen. Neben Omnibussen werden vereinzelt auch Trolleybusse gebaut.

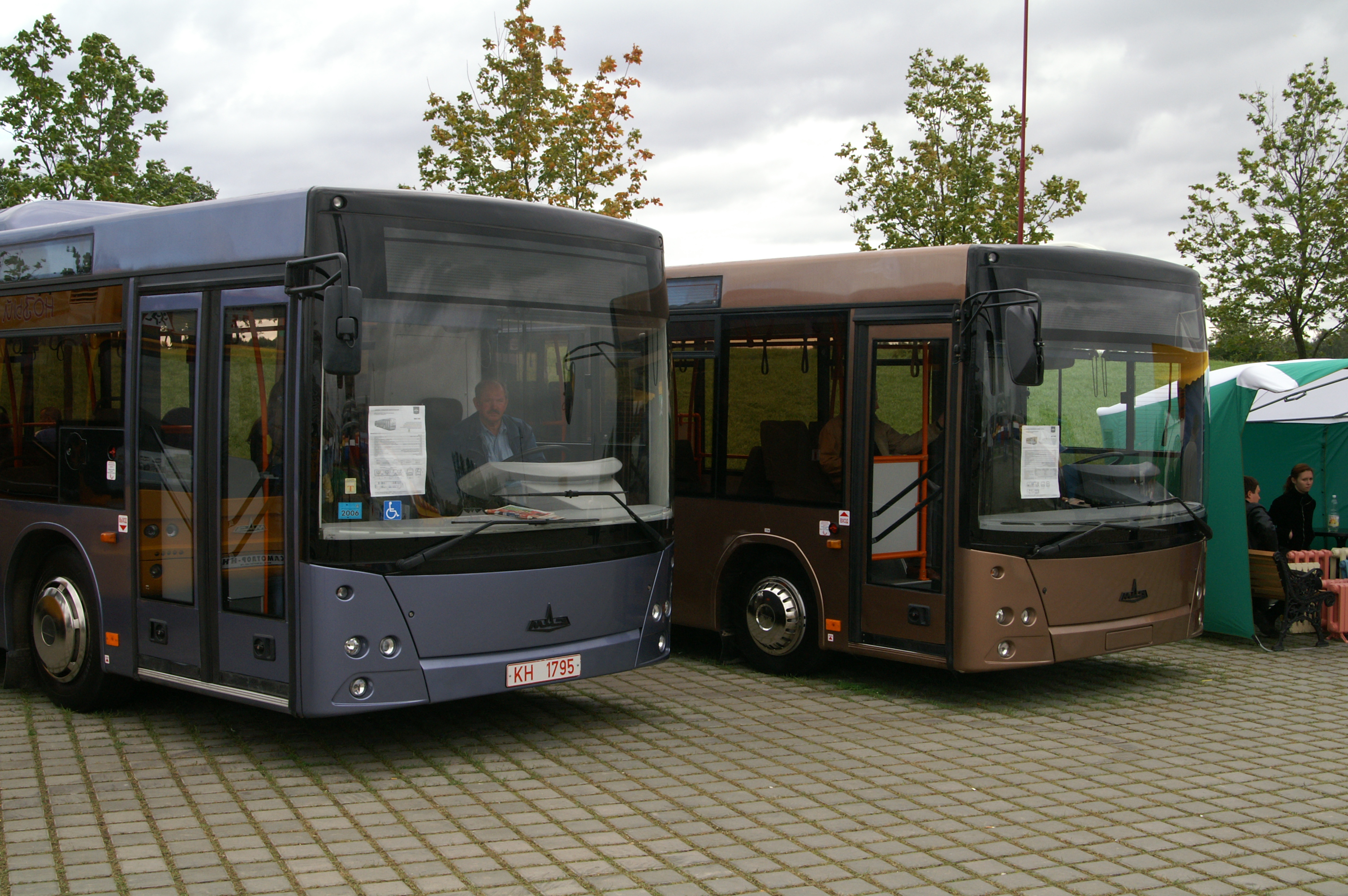
Busse MAZ-203 und MAZ-206

| - MAZ-101 Neoplan - MAZ-103 (Omnibus; 1996) - MAZ-103T (Oberleitungsbus 1999) - MAZ-104 - MAZ-105 (Gelenkbus; 1997) - MAZ-107 (Omnibus; 2004) - MAZ-152 (Stadtbus; 1999) - MAZ-171 (Vorfeldbus; 2005) | - MAZ-203 (Omnibus; 2006) - MAZ-203T (Oberleitungsbus) - MAZ-205 (Gelenkbus; 2009) - MAZ-206 (Midibus; 2006) - MAZ-215 (Gelenkbus; 2014) - MAZ-216 (Gelenkbus, 2018) - MAZ-226 (Midibus; 2006) - MAZ-231 - MAZ-241 - MAZ-251 - MAZ-256 (Omnibus; 2006) - MAZ-257 - MAZ-5295 |